# Яковлев, Александр Иванович (лётчик)
Алекса́ндр Ива́нович Я́ковлев (10 июня 1918 — 2 мая 1989) — советский лётчик-штурмовик, Герой Советского Союза (1945), участник Великой Отечественной войны в должности заместитель командира эскадрильи 565-го штурмового авиационного Станиславского полка 224-й штурмовой авиационной Жмеринской Краснознамённой дивизии 8-й воздушной армии 4-го Украинского фронта.

## Биография
Родился 10 июня 1918 года в деревне Малая Коломенка ныне Боровичского района Новгородской области в крестьянской семье. По национальности русский. По окончании горно-керамического техникума в городе Боровичи, с июля 1937 по сентябрь 1938 года, работал на комбинате «Красный Керамик».
В сентябре 1938 года призван в Красную Армию. По окончании полковой школы 3-й кавалерийской имени Г. И. Котовского дивизии присвоено звание сержанта. В 1939 году участвовал в Польском походе.
С мая 1941 года проходил обучение в 14-й авиационной школе первоначального обучения, которую окончил в декабре 1941 году, после чего прошёл подготовку в Ульяновской военной авиационной школе пилотов и окончил её в августе 1943 года. В действующей армии с августа 1943 года. В 1943 году вступил в члены ВКП(б)/КПСС.
С февраля 1944 года на фронте. Воевал в Правобережной Украине, Крыму, Карпатах, Польше, Чехословакии.
За время Великой Отечественной войны совершил 167 боевых вылета.
Указом Президиума Верховного Совета СССР от 29 июня 1945 года Яковлеву Александру Ивановичу было присвоено звание Героя Советского Союза с вручением ордена Ленина и медали «Золотая Звезда» (№ 8797).
5 июня 1947 года приказом по 14-й воздушной армии был уволен в запас по состоянию здоровья. Жил и работал в городе Боровичи Новгородской области. Умер 2 мая 1989 года.

## Награды
- Медаль «Золотая Звезда» Героя Советского Союза;
- орден Ленина;
- орден Октябрьской Революции;
- три ордена Красного Знамени;
- орден Александра Невского;
- два ордена Отечественной войны I степени;
- орден Красной Звезды;
- орден «Знак Почёта»;
- медали, в том числе:
  - медаль «За победу над Германией в Великой Отечественной войне 1941—1945 гг.»;
  - юбилейная медаль «Двадцать лет Победы в Великой Отечественной войне 1941—1945 гг.»;
  - юбилейная медаль «Тридцать лет Победы в Великой Отечественной войне 1941—1945 гг.»;
  - юбилейная медаль «Сорок лет Победы в Великой Отечественной войне 1941—1945 гг.»;
  - медаль «За освобождение Праги»;
  - медаль «За храбрость перед врагом» (Чехословакия).